# Банни, Эллиот
Эллиот Банни (англ. Elliot Bunney; род. 11 декабря 1966) — британский легкоатлет, олимпийский медалист.

## Биография
Он выиграл юниорские чемпионаты ААА в 1984 и 1985 годах. Он также был чемпионом Шотландии на 100 метров в 1985, 1986, 1989, 1991, 1992, и 1993 год. Он выиграл два шотландских 60-метровых титула в помещении в 1992 и 1993 годах. В 1985 году он стал первым спортсменом, выигравшим спринтерские титулы в течение нескольких недель подряд в шотландских школах, младших и старших классах.
Эллиот выиграл две золотые медали, выступая за Великобританию на чемпионате Европы по легкой атлетике среди юниоров 1985 года в Котбусе (в то время Восточная Германия). Он выиграл дистанцию 100 м, опередив венгра Эндре Хаваса, а третьим стал Джон Реджис из Великобритании. Он был частью победившей эстафетной команды 4 × 100 м.
На Играх Содружества 1986 года, выступая за Шотландию, был финалистом в беге на 100 метров и занял 5-е место. Завоевал бронзовую медаль в составе команды, занявшей третье место в эстафете 4 х 100 метров.
Он выступал за Великобританию на летних Олимпийских играх 1988 года в Сеуле, Южная Корея, в эстафете 4 х 100 метров, где вместе со своими товарищами по команде Джоном Реджисом, Майком Макфарлейном и Линфордом Кристи завоевал серебряную медаль.
Его личный рекорд на дистанции 100 метров составил 10,20 секунды.
Эллиота на протяжении всей его карьеры тренировал Боб Инглис.
В 1994 году он ушел из спортивных соревнований высшего уровня в возрасте 27 лет и играл в регби за шотландский четвертый дивизион «Ливингстон РФК» и «Хериотс РФК». Он также играл за шотландскую отборную команду в Селкиркской семерке.